# Haus Hölzerne Klinke

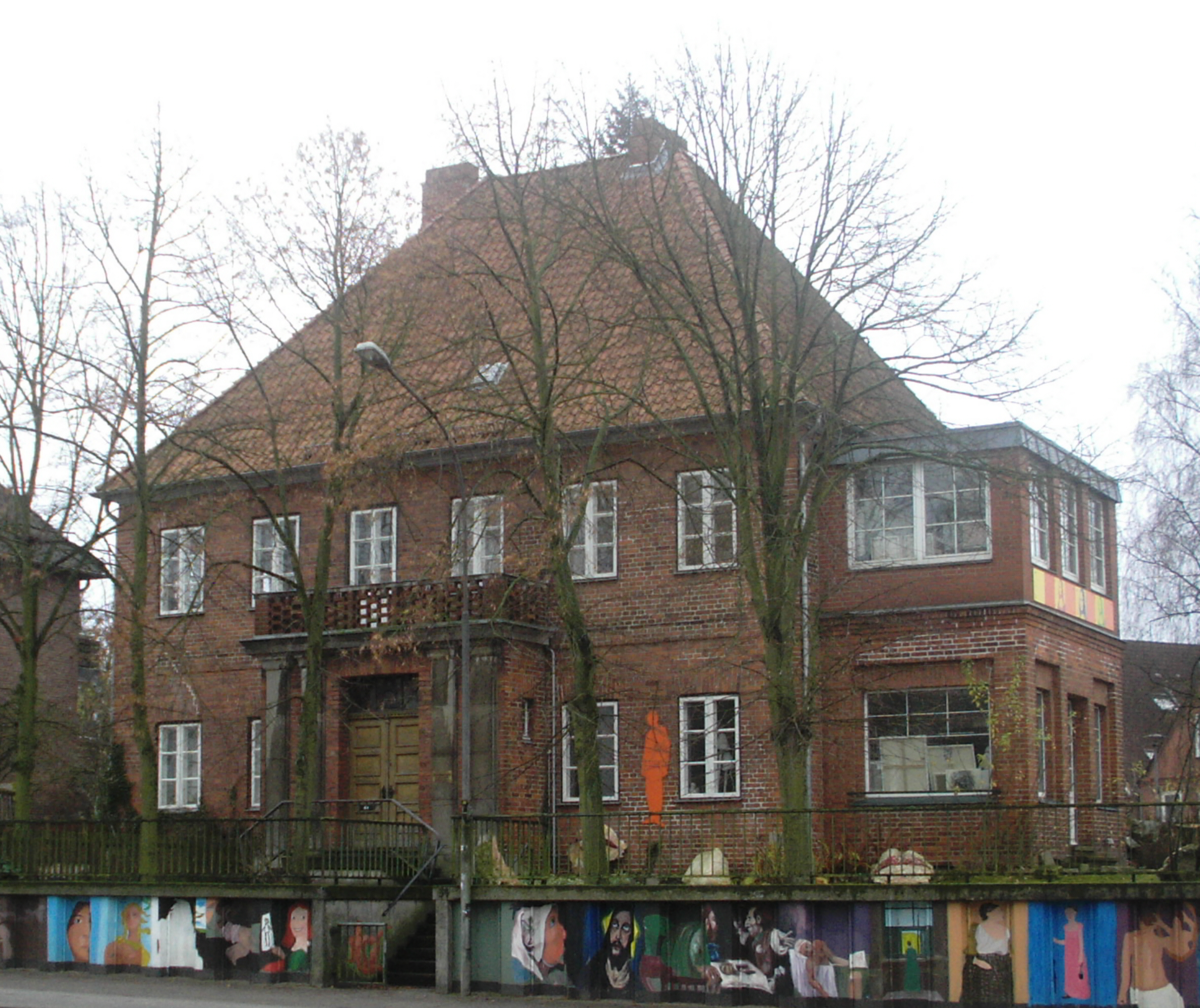
Haus Hölzerne Klinke, von der Ratzeburger Allee aus gesehen

Das Haus Hölzerne Klinke ist ein denkmalgeschütztes klassizistisches Gebäude in Lübeck.

## Lage
Das Bauwerk mit der Adresse Ratzeburger Allee 34 befindet sich 2 Kilometer südöstlich des Stadtzentrums in Lübeck-St. Jürgen, unmittelbar an der Überführungskreuzung der Bundesstraße 75 über die Landesstraße 331. 

## Ursprünge
Der Name Hölzerne Klinke ist seit 1651 urkundlich nachweisbar, jedoch vermutlich weitaus älter, und bezeichnete als Flurname das an der Richtung Ratzeburg führenden Straße gelegene Grundstück, das in den erhaltenen Unterlagen zunächst als Hof und seit 1768 als Garten verzeichnet ist. Die Bedeutung des Flurnamens ist nicht überliefert; es wird angenommen, dass hölzern sich auf eine Vegetation von Buschwerk oder Bäumen bezog, während Klinke möglicherweise vom Althochdeutschen chlinga herrührt, das unter anderem für Wasserlauf steht. Da die Wakenitz nur 150 Meter entfernt in Sichtweite verläuft, ist bewaldetes Grundstück nahe einem Flusse eine wahrscheinliche Deutung des Namens.
Flurkarten der Jahre 1733 und 1757 zeigen das dreieckige Grundstück mit einem Vorgängergebäude des heutigen Hauses, über das wenig bekannt ist und dessen Alter und Aussehen sich durch keinerlei bislang bekannte Quellen erschließen lassen. Es handelte sich um das Herrenhaus der Liegenschaft, das vermutlich im Rokokostil eingerichtet war, wie im Neubau wiederverwendete Teile der Innenausstattung zeigen.

## Der klassizistische Bau

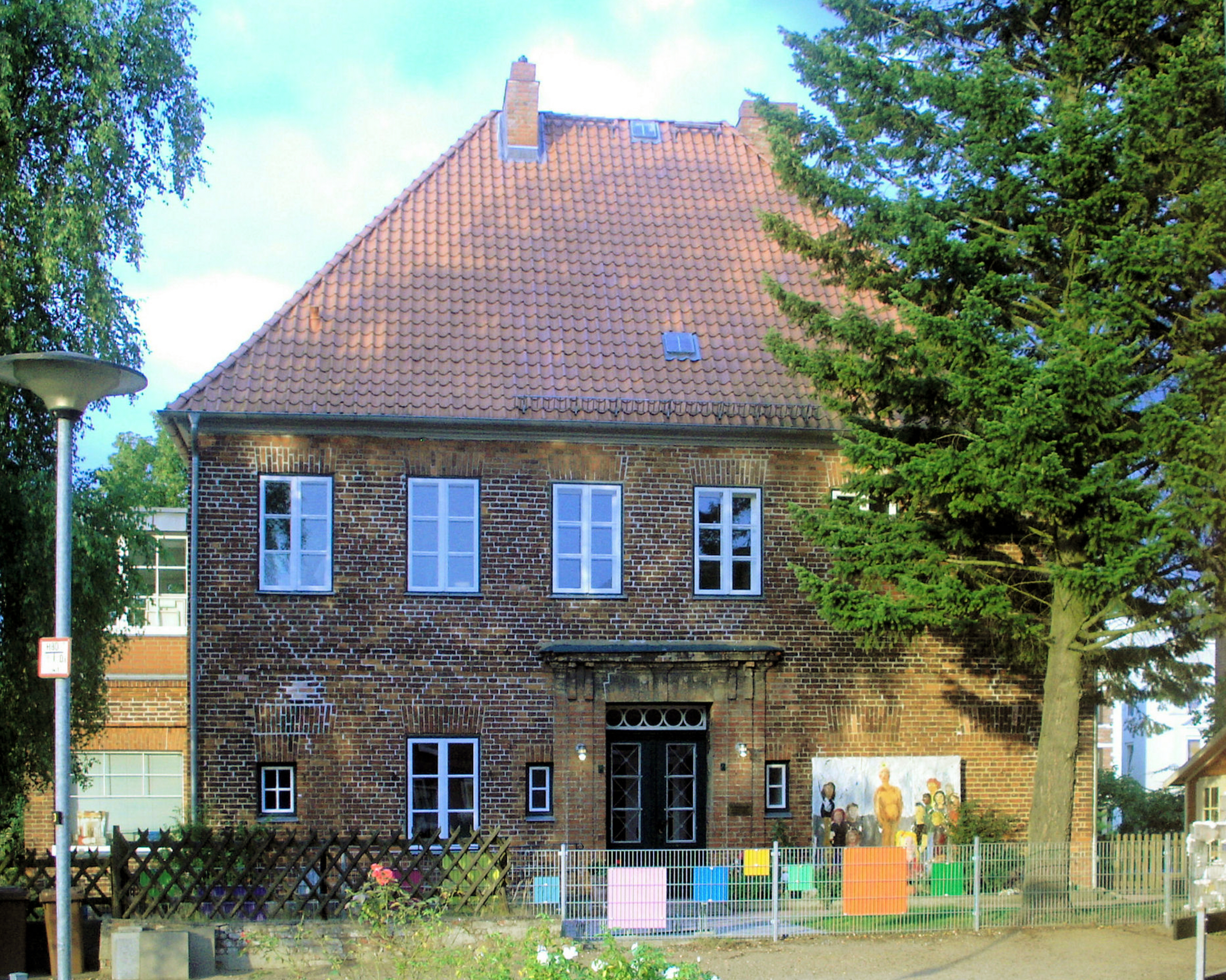
Die der Petersstraße zugewandte Rückseite des Gebäudes

Das Grundstück Hölzerne Klinke wechselte im Verlauf des 17. und 18. Jahrhunderts mehrfach die Besitzer. Da die erhaltenen Register lückenhaft sind, lässt sich nicht mehr exakt nachvollziehen, wann und von wem das jetzige Haus errichtet wurde. Als Erbauer in Frage kommen entweder die Witwe des 1776 verstorbenen Grundstückseigentümers Hermann Friedrich Steinfeld, Catharina Steinfeld († 1813), die nach dem Tod ihres Mannes für einen nicht dokumentierten Zeitraum in Besitz der Hölzernen Klinke blieb, oder der Kaufmann Andreas Friedrich Paulsen (* 1746; † 1830), der in einer Akte des Jahres 1807 als Eigner der Liegenschaft genannt wird. Wann genau der Besitzerwechsel stattfand, ist momentan nicht belegt. Erstmals ausdrücklich erwähnt wird der heutige Bau in Paulsens 1829 aufgesetztem Testament.
Das in unverputztem Backstein errichtete Haus besteht aus einem schlichten, zweigeschossigen klassizistischen Baukörper mit Erdgeschoss und erstem Stockwerk, der auf den ersten Blick kubisch wirkt, tatsächlich jedoch ein Quader ist, 14,60 Meter breit und 11,60 Meter tief. Das Walmdach, bis heute in der Originalgestalt erhalten, ist noch einmal ungefähr so hoch wie die beiden Stockwerke des Gebäudes. Die der Ratzeburger Allee zugewandte Vorderfassade besaß ursprünglich einen breiten Vorbau, möglicherweise in Form einer verglasten hölzernen Veranda. Der Architekt des Bauwerks ist nicht bekannt, und auch die genaue Bauzeit ist unklar. Zwei Steine im Sockelbereich, an der Nord- und Südecke ins Mauerwerk eingelassen, tragen die eingemeißelten Inschriften Neu erbaut und A° 1794. Dies könnte einen Hinweis auf das Baudatum darstellen; allerdings wird das Haus stilhistorisch eher dem beginnenden 19. Jahrhundert zugeordnet, so dass keine letztliche Klarheit herrscht.
Haus und Grundstück wechselten bis zu Beginn des 20. Jahrhunderts mehrfach den Besitzer. Die Liegenschaft Hölzerne Klinke wurde parzelliert und bebaut. Das Herrenhaus (in dem 1919 Albert Aereboe wohnte) ging 1919 in den Besitz von Rudolf Wiswe über, der umfangreiche Umbaumaßnahmen durchführen ließ, welche das Innere komplett veränderten. Die Räume sind heute qualitativ hochwertig vom Stil der frühen 1920er Jahre geprägt, von der ursprünglichen klassizistischen Ausstattung hat sich nichts erhalten. Allerdings weist das Haus bis heute Bauteile auf, die aus dem ansonsten nicht erschließbaren Vorgängerbau übernommen wurden: Die Rokoko-Treppe, die im Neubau vom Erdgeschoss aufwärts führte, wurde beim Umbau in den ersten Stock versetzt und führt nun auf den Dachboden. Dort wurden im Dachstuhl Bretter und Balken wiederverwendet, die Reste alter kunstvoller Deckenmalerei tragen. Die aufwendige künstlerische Arbeit lässt darauf schließen, dass es sich bei dem Vorgängerbau um ein reichhaltig ausgestattetes Herrenhaus handelte. Diese Fragmente sind zugleich die ältesten erhaltenen Ausstattungsteile eines Hauses im Stadtteil St. Jürgen.
Das Äußere war von den Umbauten des Jahres 1919 ebenfalls betroffen, bewahrte aber die klassizistische Gestalt. Einige Fensteröffnungen wurden geschlossen, der breite Vorbau durch einen schmaleren, mit einem Balkon bekrönten, im neoklassizistischen Stil ersetzt und ein Hintereingang hinzugefügt. Ebenfalls ergänzt wurde an der Nordseite ein als massiver Anbau gestalteter, ursprünglich auf das Erdgeschoss beschränkter Wintergarten, der erst in den 1970er oder 1980er Jahren bis zum Obergeschoss aufgestockt wurde.

## Heutige Nutzung
Das Gebäude befand sich bis 2001 im Besitz der Familie Wiswe. Rolf Joachim Wiswe (* 1922; † 2001) bestimmte testamentarisch, dass es als Gertrud und Rolf Wiswe Stiftung in den Besitz der Gesellschaft zur Beförderung gemeinnütziger Tätigkeit übergehen sollte. 2003 konnte die Gemeinnützige das Haus übernehmen und ließ es unter weitgehender Bewahrung der Ausstattung des Jahres 1919 renovieren. Nach Abschluss der Arbeiten zog im Jahre 2005 die Kunstschule der Gemeinnützigen in das Haus ein.